# Austropurcellia arcticosa
Espèce
Synonymes
- Rakaia arcticosa Cantrell, 1980

Austropurcellia arcticosa est une espèce d'opilions cyphophthalmes de la famille des Pettalidae.

## Distribution
Cette espèce est endémique du Queensland en Australie. Elle se rencontre dans le parc national de Daintree.

## Description
Le mâle holotype mesure 1,95 mm et la femelle paratype 2,04 mm.

## Systématique et taxinomie
Cette espèce a été décrite sous le protonyme Rakaia arcticosa par Cantrell en 1980. Elle est placée dans le genre Austropurcellia par Boyer et Giribet en 2007.

## Publication originale
- Cantrell, 1980 : « Additional Australian harvestmen (Arachnida: Opiliones). » Journal of the Australian Entomological Society, vol. 19, p. 241–253.